# 参謀学校

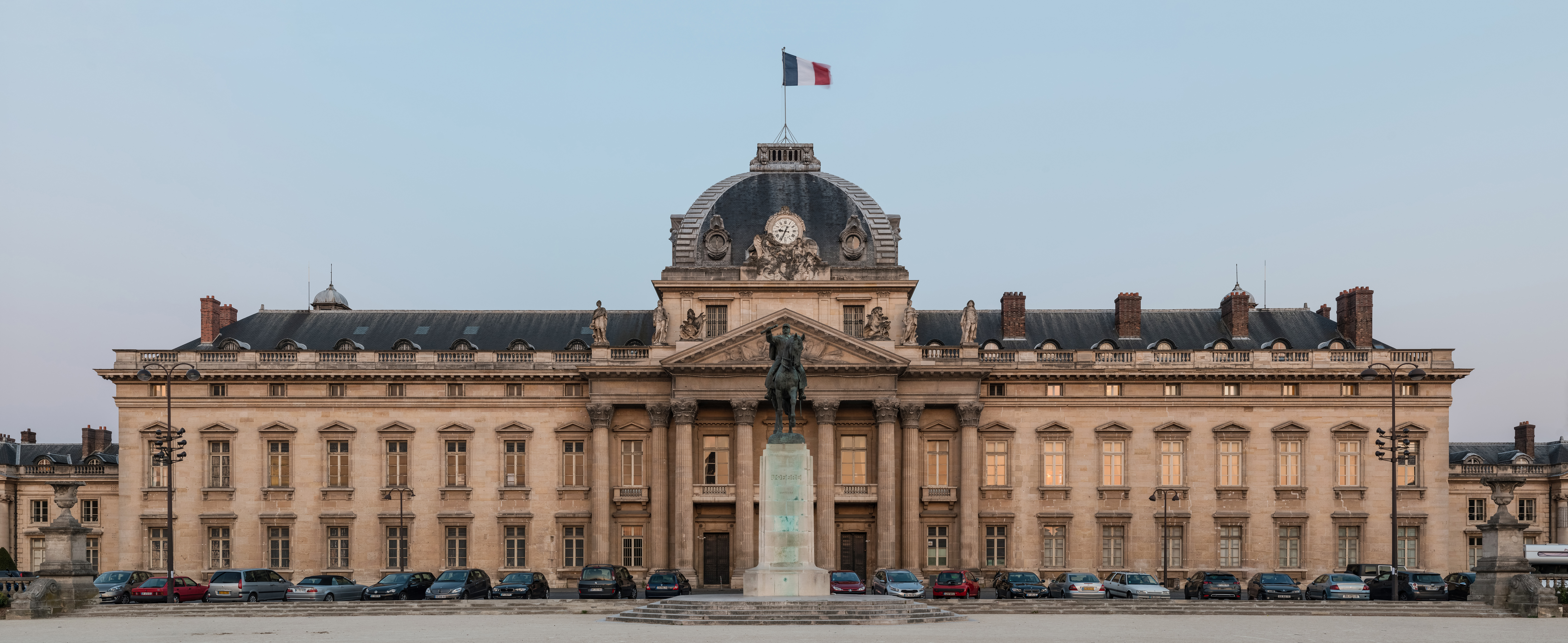
エコール・ミリテール（フランス・パリ）

参謀学校（さんぼうがっこう、ドイツ語: Generalstabsschule、Generalstabsakademie、英語: Staff College）または（ばくりょうがっこう）は、現役の士官（参謀・幕僚・将校・士官等）への教育を目的とする軍学校の一種。幕僚学校（ばくりょうがっこう）とも。
一般に士官学校（幹部候補生学校）とは異なる。なお、自衛隊の幹部自衛官は士官の意味だが、幹部学校（かんぶがっこう）は士官学校ではなく参謀学校である（英語表記はStaff College）。また、アメリカ合衆国で士官学校の意味で使われる「アカデミー」は、ドイツ語やロシア語などでは参謀学校（大学校）を意味する。

## 日本の参謀学校

### 一覧
- 統合幕僚学校
- 陸上自衛隊教育訓練研究本部
- 海上自衛隊幹部学校
- 航空自衛隊幹部学校

### 廃止
- 陸軍大学校
- 陸軍砲工学校（陸軍科学学校） - 陸軍砲工学校高等科優等卒業生は陸軍大学校卒業生と同等の扱いを受けた。
- 海軍大学校
- 陸上自衛隊幹部学校

## アメリカ合衆国の参謀学校

### 統合
- 国防総合大学（National Defense University）
  - 国防大学（National War College）
  - 統合軍幕僚大学（Joint Forces Staff College）

### 陸軍
- 陸軍戦略大学（陸軍大学校、Army War College）
- 陸軍指揮幕僚大学（Army Command and General Staff College）

### 海軍
- 海軍大学校（Naval War College）
  - College of Naval Warfare
  - Maritime Advanced Warfighting School
  - College of Naval Command and Staff
- 海軍大学院（Naval Postgraduate School)[2]

### 空軍
- 空軍大学（Air University）
  - 空軍大学校（USAF Air War College）
  - School of Advanced Air and Space Studies
  - Air Command and Staff College
  - Squadron Officer School
  - 空軍工科大学 (Wright-Patterson AFB, Ohio)

### 海兵隊
- 海兵隊大学（Marine Corps University）
  - 海兵隊大学校（Marine Corps War College）
  - School of Advanced Warfighting
  - Marine Corps Command and Staff College
  - Expeditionary Warfare School

## アジア

### インド

#### 統合
- National Defence College for One Star officers and Civil servants
- Defence Services Staff College
- College of Defence Management
- Military Institute of Technology (MILIT)

#### 陸軍
- 陸軍大学校 (インド)

#### 海軍
- 海軍大学校 (インド)

#### 空軍
- 空軍大学校 (インド)

### インドネシア
- インドネシア国軍指揮幕僚大学（インドネシア語版）
- インドネシア陸軍指揮幕僚大学（英語版、インドネシア語版）
- インドネシア海軍指揮幕僚大学（インドネシア語版）
- インドネシア空軍指揮幕僚大学（インドネシア語版）

### バングラデシュ
- Defence Services Command And Staff College

### フィリピン
- フィリピン軍指揮幕僚大学（英語版）

### 中華人民共和国
- 中国人民解放軍国防大学

### 台湾（中華民国）
- 国防大学

## 米州

### アルゼンチン
- 陸軍大学校（Escuela Superior de Guerra）
- 空軍大学校（Escuela Superior de Guerra Aérea）

### カナダ
- カナダ陸軍指揮参謀大学（英語版）（Canadian Army Command and Staff College）
- カナダ国防大学（英語版）（Canadian Forces College）

### チリ
- 陸軍大学校（Academia de Guerra del Ejército）
- 海軍大学校（Academia de Guerra Naval）
- 空軍大学校（Academia de Guerra Aérea）

### ブラジル

#### 陸軍
- Escola de Comando e Estado-Maior do Exército
- Escola de Aperfeiçoamento de Oficiais
- Escola de Aperfeiçoamento de Sargentos das Armas
- Escola de Instrução Especializada

#### 海軍
- 海軍大学校（Escola de Guerra Naval）

#### 空軍
- Escola de Comando e Estado Maior da Aeronáutica
- Escola de Aperfeiçoamento de Oficiais da Aeronáutica

## 欧州

### イギリス
- イギリス国防アカデミー（英語版）（Defence Academy of the United Kingdom）
  - 統合軍指揮幕僚大学（Joint Services Command and Staff College、JSCSC）
  - 王立国防学院（Royal College of Defence Studies、RCDS）
- グリニッチ海軍大学校 - 廃止

### イタリア
- Istituto di Studi Militari Marittimi
- Istituto di Scienze Militari Aeronautiche

### ドイツ
- 連邦軍指揮幕僚大学校（Führungsakademie der Bundeswehr）
- 連邦安全保障政策アカデミー（Bundesakademie für Sicherheitspolitik）
- プロイセン陸軍大学校（Preußische Kriegsakademie） - ドイツ国防軍の陸軍大学校を経て、廃止
- バイエルン陸軍大学校（Bayerische Kriegsakademie） - 廃止
- キール海軍大学校（Marineakademie Kiel） - 廃止

### フィンランド
- フィンランド国防大学

### フランス
- サン・シール陸軍士官学校 - 基本的には士官学校の機能を持つが、EMCTA（École Militaire du Corps Technique et Administratif）という軍政を専門的に学ぶ将校向けの課程も置く。

- エコール・ミリテール - ナポレオン・ボナパルトによって設立された士官学校。現在は参謀学校。

- 陸軍大学校  - 廃止

### ポルトガル
- Instituto de Estudos Superiores Militares（「高等軍事研究所」）
- Institutoda Defesa Nacional（「国防研究所」）。

### スイス
- Armed Forces College

### ロシア
- 参謀本部軍事アカデミー
- クズネツォフ海軍大学校

### NATO
- NATO国防大学（英語版）

## オセアニア州

### オーストラリア
- オーストラリア国防大学（ADFA）
- 戦略防衛研究センター（CDSS）
- Australian Command and Staff College（ACSC）

### ニュージーランド
- New Zealand Defence College

## アフリカ州

### ガーナ
- Ghana Armed Forces Command And Staff College

### ケニア
- Defense Staff College

### ナミビア
- Namibia Command and Staff College

### ナイジェリア
- ArmedForces Command and Staff College

### ウガンダ
- Uganda Senior Command and Staff College
- Uganda Junior Staff College